# عمر العبدلاوي
عمر العبدلاوي ((بالنرويجية: Omar Elabdellaoui)‏؛ مواليد 5 ديسمبر 1991) هو لاعب كرة قدم نرويجي من أصل ريفي مغربي يلعب حالياً لصالح غلطة سراي التركي. يلعب بشكل أساسي في مركز الظهير الأيمن لكنه يجيد اللعب أيضًا في مركز الوسط اليمين.

## نبذة شخصية
ولد عمر لأبويين مغربيين من أصل ريفي مغربي بأسلو بالنرويج في 5 ديسمبر 1991.

## مسيرته الرياضية
يلعب عمر حالياً لصالح غلطة سراي التركي. يلعب بشكل أساسي في مركز الظهير الأيمن لكنه يجيد اللعب أيضًا في مركز الوسط اليمين.

## روابط خارجية
- عمر العبدلاوي على موقع الاتحاد الأوربي (الإنجليزية)
- عمر العبدلاوي على موقع اتحاد النرويج (النرويجية)
- عمر العبدلاوي على موقع اتحاد تركيا (لاعب) (الإنجليزية)
- عمر العبدلاوي على موقع قاعدة بيانات كرة القدم.إي يو (الإنجليزية)
- عمر العبدلاوي على موقع بيانات كرة القدم. دي إي (الألمانية)
- عمر العبدلاوي على موقع ناشيونال فوتبول تيمز (الإنجليزية)
- عمر العبدلاوي على موقع Soccerbase.com (لاعب) (الإنجليزية)
- عمر العبدلاوي على موقع Soccerway.com (الإنجليزية)
- عمر العبدلاوي على موقع عالم كرة القدم.نت (الإنجليزية)
- عمر العبدلاوي على موقع AS.com (الإسبانية)